# Frans Roselli
Frans Johan Roselli, född 1833 i Eksjö, Småland, död 1868 i Tyskland, var en svensk tecknare och målare.

## Biografi
Roselli växte upp på en bondgård i trakten av Eksjö och fick redan som 14-åring börja som lärling i målaryrket. Hans anlag för målning förde honom 1858 till Marcus Larsons konstskola i Vimmerby. År 1867 fortsatte han sin utbildning vid Konstakademin i Stockholm.
I sitt arbete var Roselli tydligt influerad av Marcus Larson och försökte i sitt måleri efterlikna denne. Efter studietiden i Stockholm ville han fortsätta sitt arbete i Rom, men insjuknade på vägen dit och dog i en lungsjukdom i Tyskland.
Av Rosellis verk är endast ett fåtal bevarade, men ett par enkla teckningar finns på Nationalmuseum, Stockholm och Teckningsmuseet i Laholm.